# Syndabocken (målning)
Syndabocken (engelska: The Scapegoat) är en oljemålning av den engelske konstnären William Holman Hunt som finns i två versioner som både målades 1854–1855. Den större är sedan 1922 utställd på Lady Lever Art Gallery i Liverpool och den mindre ingår sedan 1906 i Manchester Art Gallerys samlingar. 
Hunt var influerad av Bibelns berättelser och gjorde tre resor till det Heliga landet för att uppnå hög autenticitet i sin konst. Han besökte under sina första resa Döda havet där denna målning tillkom. Syndabocken omnämns i Tredje Moseboken (16:20–28) och är en symbol för utplånande av människors synder. Genom en ritual fördes folkets synder symboliskt över till ett djur som sedan antingen offrades eller (som i det fall) drevs bort. Målningen visar hur den döende geten stapplar fram på Döda havets stränder. Runt huvudet har han ett rött band  som symboliserar Jesus törnekrona. 
Markus Anderssons målning Svenska syndabockar från 2005 anspelar på Hunts målning.